# Nederlands Hervormde Evangelisatie (Haastrecht)
De Nederlands Hervormde Evangelisatie (op Gereformeerde Grondslag) in de plaats Haastrecht, in de Nederlandse provincie Zuid-Holland, is een eenbeukige zaalkerk gebouwd in de 1959/1960. De kerk wordt gebruikt als gebouw van de gelijknamige gemeente en gevestigd aan de Liezeweg 25 te Haastrecht.

## Kerk
De eerste steen van de kerk is gelegd op 17 november 1959 door de heer G. de Pater, godsdienstonderwijzer te Gouderak. De kerk is in 1960 in gebruik genomen. De kerk is gebouwd als locatie ten behoeve van de samenkomsten die voorheen plaatsvonden in gebouw Concordia.
De kerk heeft een eenbeukig schip van vier traveeën lang. De hoofdingang van de kerk is aan de noordoostzijde, deze is toegankelijk middels een drietredige trap en voorzien van een luifel. De kerk heeft aan de zuidoostzijde een uitbouw met consistoriekamer en een steekkap. Dit gedeelte was in het verleden voorzien van een schoorsteen, die later tot minimale hoogte is teruggebracht. Renovatie van de kerk heeft plaatsgevonden circa 2000.

## Toren
De toren van de kerk betreft een dakruiter met ingesnoerde torenspits aan de noordoostzijde van de nok. De toren is op de top voorzien van een windhaan. In de toren is een gegoten luidklok aanwezig. De toren is gerenoveerd in 2010/2011.

## Interieur
De kerk heeft aan de binnenzijde gemetselde muren en een afgewerkt dakgewelf. De kerk heeft diverse glas-in-loodramen. Op de achterwand, links naast de preekstoel, is een glas-in-loodraam aanwezig met een afbeelding van de gelijkenis van de zaaier, aan de zuidoostzijde zijn tevens twee gekleurde ramen aanwezig. De en vertelt de geschiedenis van het "Offer van Abraham" en de andere de gelijkenis van "De verloren zoon." De overige ramen bevatten gekleurd vensterglas.
De kerk is voorzien van houten kerkbanken die zijn opgesteld in twee rijen.
De kerk heeft een vierkante houten preekstoel met een vierkant klankbord, centraal geplaatst tegen de achterwand (zuidwest) van de kerk. De kerk heeft een orgel, geplaatst op een orgelgalerij boven de ingangszijde (noordoost) van de kerk.